# Lindbergia duthiei
Lindbergia duthiei är en bladmossart som beskrevs av Brotherus 1907. Lindbergia duthiei ingår i släktet Lindbergia och familjen Leskeaceae. Inga underarter finns listade i Catalogue of Life.